# Antonio Luigi Piatti
Antonio Luigi Piatti (* 31. Mai 1782 in Rom; † 19. Februar 1841 ebenda) war ein italienischer Kurienerzbischof der Römischen Kirche und von 1833 bis zu seinem Tod Vizegerent der Diözese Rom.

## Leben
Antonio Piatti empfing am 30. November 1804 das Sakrament der Priesterweihe durch Giovanni Filippo Kardinal Gallarati Scotti.
Am 13. August 1804 ernannte ihn Papst Pius VII. zum Titularerzbischof von Trapezus. Die Bischofsweihe spendete ihm am 19. August 1821 der Kardinaldekan Giulio Maria della Somaglia; Mitkonsekratoren waren Pietro Kardinal Caprano sowie der Erzbischof von Urbino, Ignazio Ranaldi CO. 1837 wurde Piatti zum Titularpatriarchen von Antiochien ernannt.
Unter Papst Gregor XVI. war er Vizegerent der Diözese Rom und damit Stellvertreter des Kardinalvikars vom 5. Februar 1833 bis zu seinem Tod 1841.